# Eupithecia mitigata
Eupithecia mitigata là một loài bướm đêm trong họ Geometridae.